# Manikin (CAD-Modell)
Als Manikin (Aussprache siehe Model #Aussprache und Etymologie) wird, hauptsächlich in der Automobilbranche, ein CAD-Modell des Menschen bezeichnet, welches für die verschiedensten anthropometrischen Zwecke und Untersuchungen verwendet wird. 
Die CAD-Modelle existieren als 3D- und 2D-Daten, womit sie für räumliche Untersuchungen und Darstellungen auf Zeichnungen verwendet werden können. 
Beispiele für die möglichen Untersuchungen sind:
- Haltungsanalysen
- Orthopädische Bewertungen
- Erreichbarkeitsanalysen
- Sichtanalysen bei Fahrzeugen.